# Хассен Бежауї
Хассен Бежауї (араб. حسن بيجاوي, нар. 14 лютого 1975, Бізерта) — туніський футболіст, воротар клубу «Бізертен».
Виступав, зокрема, за клуб «Бізертен», а також національну збірну Тунісу.

## Клубна кар'єра
У дорослому футболі дебютував 1994 року виступами за команду клубу «Бізертен», в якій провів вісім сезонів.
Згодом з 2002 по 2011 рік грав у складі команд клубів «Стад Тунізьєн», «Бізертен», «Сфаксьєн», «Есперанс» (Зарзіс) та «Ла Марса».
До складу клубу «Бізертен» вкотре повернувся у 2011 році. Відтоді встиг відіграти за бізертинську команду 3 матчі в національному чемпіонаті.

## Виступи за збірну
У 2002 році дебютував в офіційних матчах у складі національної збірної Тунісу. Того рокуі провів у формі головної команди країни 2 матчі.
У складі збірної був учасником чемпіонату світу 2002 року в Японії і Південній Кореї, Кубка африканських націй 2002 року у Малі.

## Титули і досягнення
- Срібний призер Кубка африканських націй: 1996